# UFC on ESPN: Munhoz vs. Edgar
UFC on ESPN: Munhoz vs. Esgar (também conhecido como UFC on ESPN 15) foi um evento de MMA produzido pelo Ultimate Fighting Championship no dia 22 de agosto de 2020, no UFC Apex em Las Vegas, Nevada.

## Background
Uma luta no peso galo entre Pedro Munhoz e o ex-campeão peso leve do UFC Frankie Edgar é esperado para servir como luta principal. A luta foi brevemente ligada ao UFC 251: Usman vs. Masvidal porém foi adiada para o UFC on ESPN: Kattar vs. Ige. Em 6 de julho, foi anunciado que a luta havia sido retirada do card devido à Munhoz testar positivo para COVID-19. Com isso, a luta foi remarcada para este evento.
Uma luta no peso meio-médio entre Tyron Woodley e Colby Covington foi brevemente ligada à este evento. Entretanto, Woodley pediu que a luta fosse adiada devido a lesões sofridas em sua última luta.
Uma luta nos meio-pesados entre Ovince Saint Preux e Shamil Gamzatov foi originalmente marcada para este evento. Entretanto, Gamzatov se retirou da luta em 13 de agosto e foi substituído por Alonzo Menifield.
Uma luta entre Yoel Romero e Uriah Hall foi marcada para este evento. Entretanto, Romero teve que se retirar da luta em 11 de agosto por motivos não revelados.
Uma luta no peso palha entre Angela Hill e Michelle Waterson foi marcada para este evento. Entretanto, Waterson teve que se retirar do card e a luta foi remarcada para o UFC Fight Night 177.
O estreante Jared Gooden era esperado para enfrentar Dwight Grant neste evento. Porém, Gooden teve que se retirar da luta devido à uma lesão. Grant agora enfrentará Calen Born.

## Bônus da Noite
Os lutadores receberam $50.000 de bônus:
- Luta da Noite:  Frankie Edgar vs.  Pedro Munhoz
- Performance da Noite:  Shana Dobson e  Trevin Jones